# Craugastor greggi
Craugastor greggi är en groddjursart som först beskrevs av Carlos Boyd Bumzahem 1955.  Craugastor greggi ingår i släktet Craugastor och familjen Craugastoridae. IUCN kategoriserar arten globalt som akut hotad. Inga underarter finns listade i Catalogue of Life.